# クリストファー・マルコム
クリストファー・マルコム（Christopher Malcolm, 1946年8月19日 - 2014年2月15日）は、スコットランド生まれの俳優、監督、プロデューサー。

## 出演作品

### 映画
- ナヴァロンの嵐 Force 10 from Navarone (1978)（ロジャーズ）
- スター・ウォーズ エピソード5/帝国の逆襲 Star Wars: Episode V The Empire Strikes Back (1980)（ゼヴ・セネスカ）
- ショック・トリートメント Shock Treatment (1981)（ヴァンス・パーカー）
- ラグタイム Ragtime (1981)
- レッズ Reds (1981)
- スーパーマンIII Superman Ⅲ (1983)
- スパイ・ライク・アス Spies Like Us (1985)
- ハイランダー 悪魔の戦士 Highlander (1986)（カーク）
- ラビリンス/魔王の迷宮 Labyrinth (1986)（サラの父）